# Contea di Wayne (Illinois)
La contea di Wayne ( in inglese Wayne County ) è una contea dello Stato dell'Illinois, negli Stati Uniti. La popolazione al censimento del 2000 era di 17 151 abitanti. Il capoluogo di contea è Fairfield.